# Ask.fm
Ask.fm és un lloc web creat el 16 de juny del 2010 com a xarxa social on es poden fer preguntes de qualsevol tipus anònimament. També es pot posar "m’agrada" a les respostes que es fan a les preguntes i pots rebre preguntes també. Per poder fer i rebre preguntes i posar "m’agrada" has d'estar registrat a la xarxa social tot i que si no hi ets pots veure les respostes que es fan.
Va ser fundat a Letònia per Ilja Terebin com a competidora de Formspring. Majoritàriament les respostes van ser casos àmpliament informats sobre els casos de pedofília, missatges ofensius anònim i per dos aparents suïcidis com a resultat de tal assetjament. L'edat mínima per fer-se ask són 13 anys.
Fou comprat en 2014 per Ask.com amb la intenció d'incrementar la seva seguretat.

## Funcionament de l'aplicació
Ask.fm és una aplicació fàcil d'utilitzar per als usuaris. Primer cal registrar-se mitjançant un correu electrònic o compte de facebook. Es necessita un nom d'usuari i una contrasenya, el nom d'usuari, una vegada creat, no es pot canviar. Un cop creat el compte, es poden editar camps del menú principal. A l'apartat de configuració, dins del perfil, es pot canviar la informació personal.
L'aplicació consta de quatre menús principals: l'inici, les preguntes, el teu perfil, i llistat d'amics (o gent a la que segueixes).

## Preguntes i respostes
Es poden fer preguntes amb anònim sense registrar-se, si l'usuari al qual fas la pregunta permet preguntes anònimes. També es poden fer preguntes sense anònim, sempre que estiguis registrat.
Les preguntes que tinguis pendents per respondre, pots, o bé suprimir-les, o respondre-les. És aconsellable respondre amb respecte i amb continguts inofensius, ja que ask et podria esborrar la resposta.

## Seguidors
Si estas registrat pots seguir als usuaris que tu vulguis, ells no veuran que els segueixes, és a dir, és anònim, igual que hom no pot veure qui et segueix, però sí als usuaris que segueixes. Al seguir una persona pots veure les seves respostes i respostes d'altres usuaris a les que ha posat "m'agrada".